# 特赖森 (德国)
特赖森是德国莱茵兰-普法尔茨州的一个市镇。总面积2.86平方公里，总人口545人，其中男性275人，女性270人（2011年12月31日），人口密度191人/平方公里。